# Rio Arrow
O rio Arrow é um rio curto em Otago, na Nova Zelândia. É um afluente do rio Kawarau, que por sua vez alimenta o rio Clutha. A cidade de Arrowtown se encontra nas margens do "Arrow". Foi descoberto ouro, por William Fox, no rio Arrow durante o "Central Otago goldrush" de 1860.